# Kaseya Center
A Kaseya Center (anteriormente conhecida como American Airlines Arena, FTX Arena e Miami-Dade Arena) é uma arena multiuso de esportes e entretenimento localizada em Miami, Flórida. A arena foi construída em 1998 como substituta da Miami Arena e foi projetada pelas empresas de arquitetura Arquitectonica e 360 Architecture. A arena abriga o Miami Heat da National Basketball Association (NBA).
A arena tem 2.105 lugares, 80 suítes de luxo e 76 assentos privativos. O Waterfront Theater, que está alojado dentro da arena, é o maior teatro da Flórida com 3.000 a 5.800 lugares. O teatro pode ser configurado para shows, eventos familiares, teatro musical e outros espetáculos teatrais. A American Airlines, que tem um hub no Aeroporto Internacional de Miami, mantém o FTX Arena Travel Center no local.
Em setembro de 2019, foi informado que a arena teria um novo nome em 2020. Em março de 2021, a FTX Crypto Exchange, uma plataforma de troca de bitcoins, adquiriu os naming rights da arena por US$ 135 milhões. A NBA aprovou o acordo no início de abril e a arena foi totalmente renomeada para FTX Arena em junho de 2021. Após a bancarrota da FTX em novembro de 2022, os naming rights foram encerrados em janeiro do ano seguinte, com o ginásio passando a se chamar temporariamente como Miami-Dade Arena. Em abril de 2023, foi anunciada a nova nomenclatura da arena, passando a se chamar Kaseya Center.

## História
Com um custo de construção de US $ 213 milhões, a arena foi inaugurada como American Airlines Arena em 31 de dezembro de 1999. Os membros da equipe de projeto arquitetônico incluíram George Heinlein, Cristian Petschen, Reinaldo Borges e Lance Simon. A inauguração da arena foi inaugurada com um show de Gloria Estefan. Dois dias depois, em 2 de janeiro de 2000, o Miami Heat jogou seu primeiro jogo na nova arena ao derrotar o Orlando Magic por 111-103.

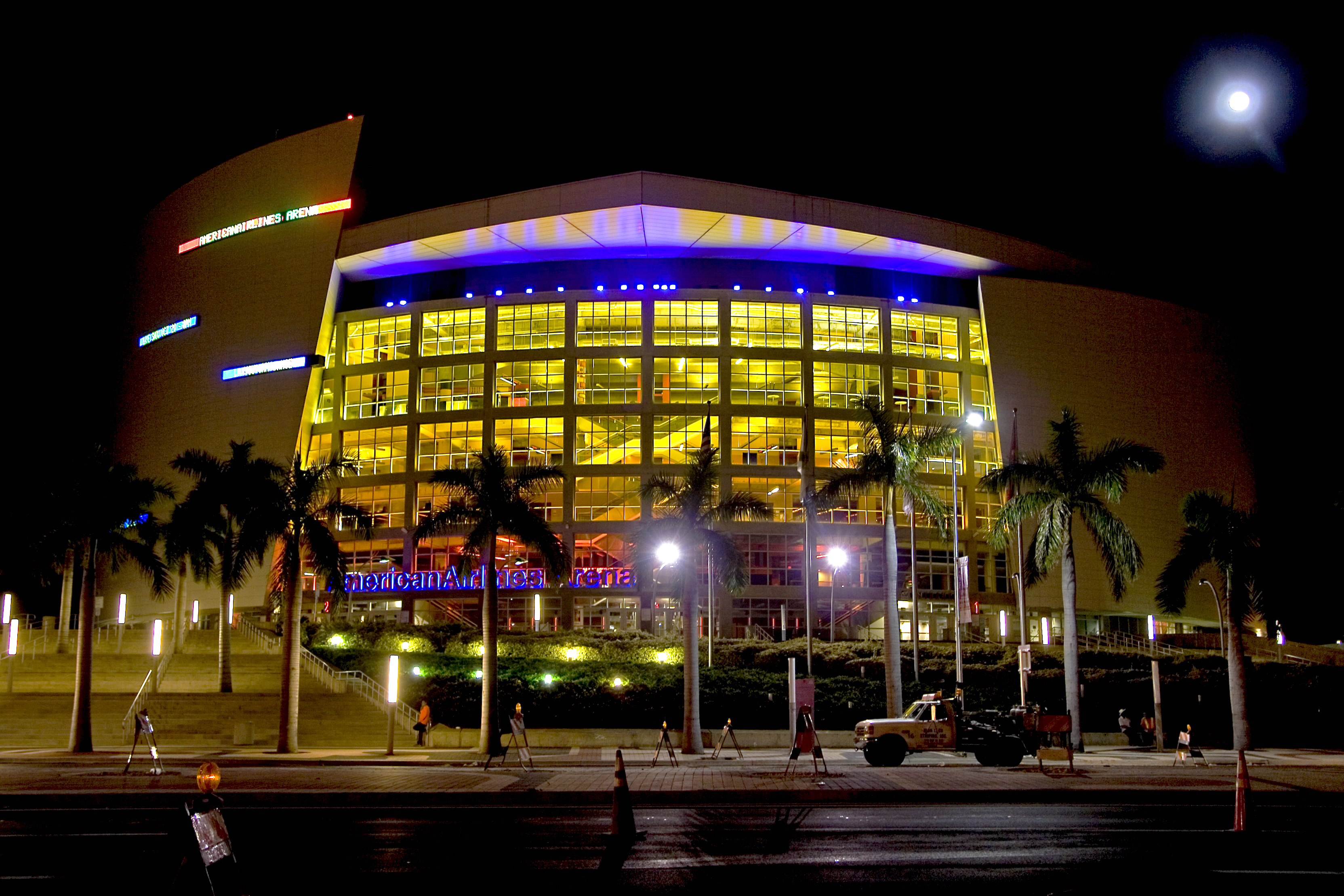
A fachada principal da arena à noite

Como parte de seu acordo de patrocínio, a American Airlines tinha uma aeronave gigante pintada no telhado da arena. O design é visível a partir de aviões decolando e pousando no Aeroporto Internacional de Miami, onde a American tem um hub. A arena também possui skyboxes de luxo chamados "Flagship Lounges", uma marca comercial originalmente usada para lounges de classe premium da American em certos aeroportos.
Os esportistas locais frequentemente se referiam à arena como o "Triplo-A". Alguns repórteres esportivos nas estações de notícias locais, como a WSVN, referiram-se à arena como "A3". A arena é conhecida por seu placar incomum, projetado pelo artista Christopher Janney. Com base nas formas de anêmona subaquática, o placar também muda de cor dependendo da atmosfera. Para shows em uma configuração de arena, a capacidade final é de 12.202 para shows 180°, 15.402 para 270° shows, 18.309 para 360° shows. Para shows no centro do palco, a arena pode ter 19.146 lugares.
Em 10 de setembro de 2019, foi relatado que a American Airlines não renovaria seus direitos de naming rights no final de 2019. O novo contrato de naming rights com um patrocinador, que na época ainda não havia sido determinado, seria um contrato de dez anos com duração de 1º de janeiro de 2020 a 30 de junho de 2030. A partir de dezembro de 2020, os naming rights não haviam sido vendidos e a arena continuou a usar o nome American Airlines Arena. Os decalques da American Airlines Arena foram removidos do piso do Heat antes da temporada de 2020-21 e substituídos temporariamente pelo logotipo da equipe e pela patrocinadora Kia Motors. Em março de 2021, a FTX Crypto Exchange, uma plataforma de troca de bitcoins, adquiriu os naming rights da arena por US$ 135 milhões. A NBA aprovou o acordo no início de abril e o novo nome de FTX Arena foi totalmente adotado em junho de 2021, logo após o Miami Heat ser varrido pelo Milwaukee Bucks na primeira rodada dos playoffs da NBA de 2021.

## Acessibilidade

### Transporte

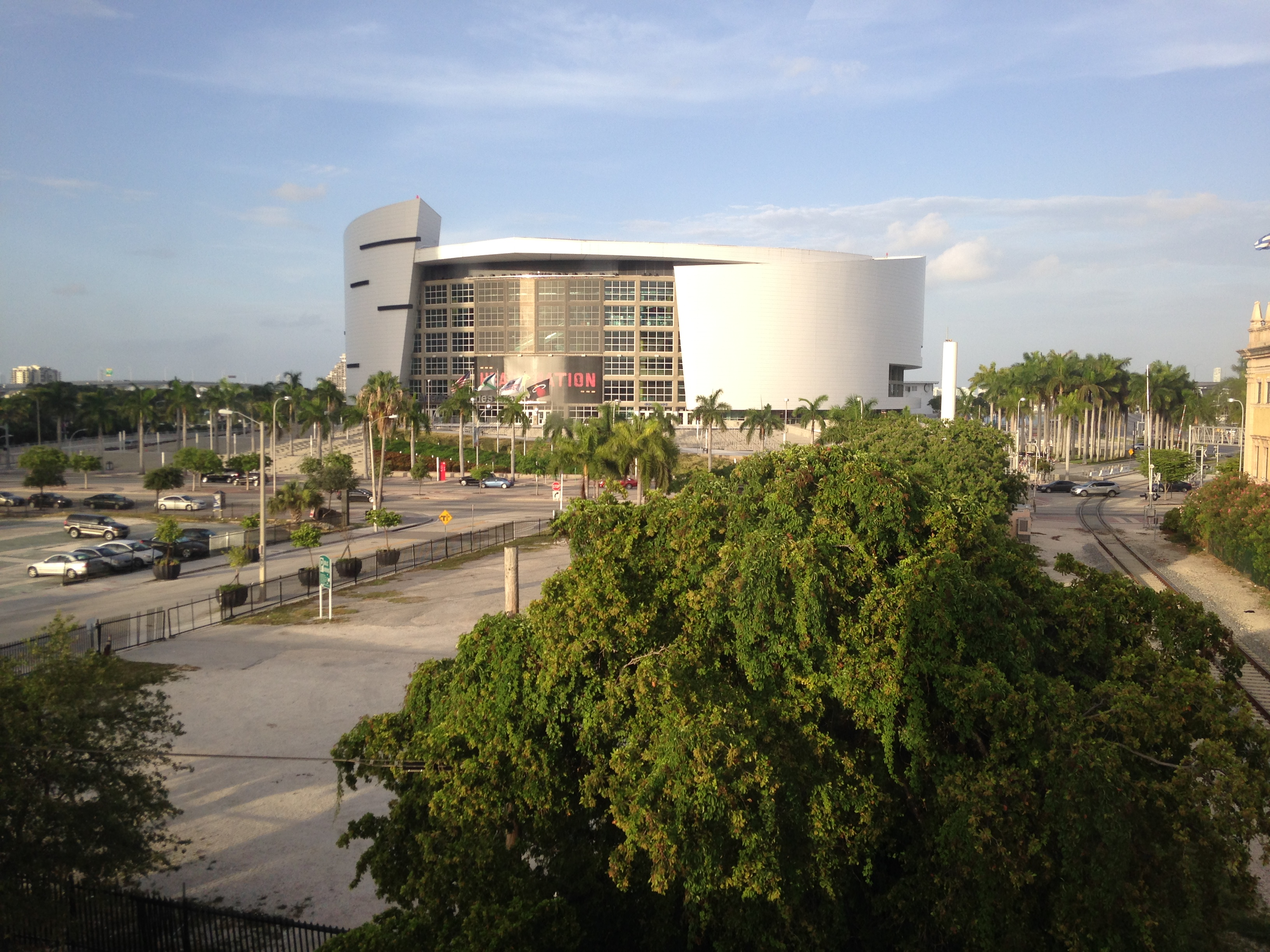
A arena vista da estação Freedom Tower.

O congestionamento após os eventos pode causar atrasos para quem optar por dirigir até a arena. Os visitantes da arena são encorajados a usar o transporte público, já que o estacionamento pode ser escasso e caro.

### Estacionamento no local
A arena conta com 939 vagas de estacionamento, com aquelas vagas reservadas para assentos premium e os 12 portadores de ingressos do Clubhouse durante os jogos do Heat. ParkJockey gerencia o estacionamento da arena no local.

## Eventos notáveis

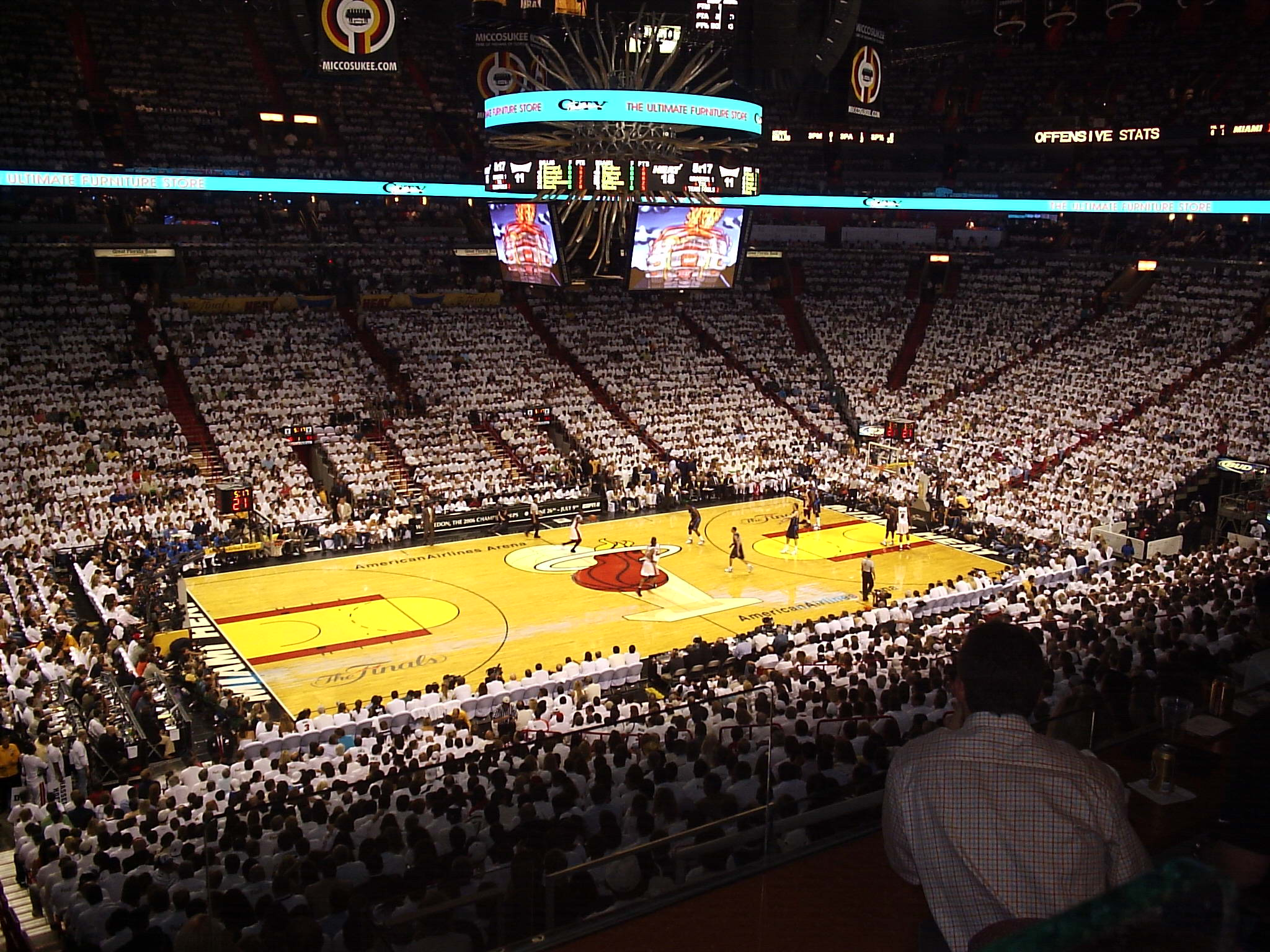
A arena durante o Jogo 3 das Finais da NBA de 2006

### Basquete
- A então chamada American Airlines Arena, juntamente com o American Airlines Center em Dallas, sediou as Finais da NBA de 2006 e as Finais da NBA de 2011. O Miami Heat jogou contra o Dallas Mavericks. O Heat ganhou o título em 2006 em Dallas e os Mavericks venceram na revanche de 2011 em Miami. Estas séries foram a primeira e segunda aparições nas Finais da NBA para ambas as franquias. Como a companhia aérea detinha os direitos de nomeação para ambos os locais, as pessoas apelidaram os confrontos como a "série American Airlines".
- A arena sediou as Finais da NBA de 2012, 2013 e 2014, juntamente com a Chesapeake Energy Arena em Oklahoma City em 2012 e o AT&T Center em San Antonio em 2013 e 2014..
- Desde 2015, a arena sedia anualmente o Hoophall Miami Invitational, um evento de exibição de basquete universitário da Divisão I da NCAA.

### Luta profissional
A arena recebeu o pay-per-view da WCW em 2000. Quatro grandes eventos pay-per-view da WWE foram realizados na arena: o Royal Rumble em 2006, a Survivor Series em 2007 e 2010 e o Hell in a Cell em 2013.

### Outros esportes
- A arena também sediou o primeiro evento do UFC no estado da Flórida, o UFC 42, em 25 de abril de 2003.
- A arena apresenta um regulamento de pista de gelo da NHL, embora a arena nunca tenha sediado o esporte. A pista acomoda programas de gelo como Disney on Ice.[13]
- O Waterfront Theatre na arena recebeu o NFL Honors em 1 de fevereiro de 2020, que foi transmitido pela Fox.

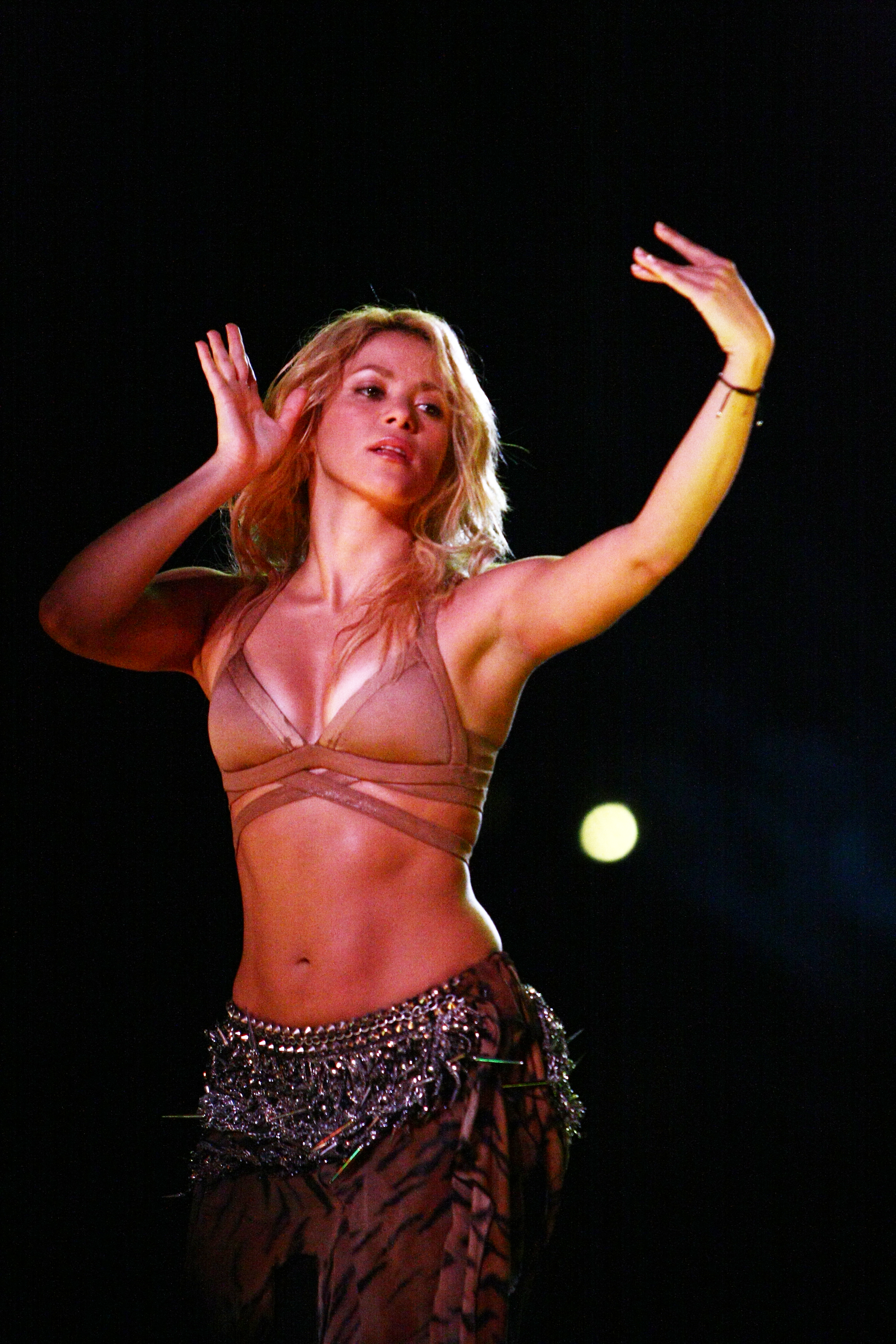
Shakira fez 9 shows com ingressos esgotados na FTX Arena, o maior número de apresentações no local entre todos os artistas. Ela também detém o recorde de mais shows no local dentro de uma única turnê, Oral Fixation Tour em 2006, com 5 shows esgotados.

### Música
- Nos dias 7 e 8 de novembro de 2002, a Cher se apresentou na arena para um especial da NBC, que foi ao ar em abril de 2003, ganhando um Prêmio Emmy.
- Celine Dion se apresentou na arena como parte de sua turnê Taking Chances em 23 de janeiro de 2009 e estabeleceu um recorde de público tornando-se o maior da história da arena.
- Em 28 de março de 2004, Britney Spears se apresentou para um público esgotado como parte da The Onyx Hotel Tour. O programa foi transmitido ao vivo para todo o mundo. Ela se apresentou como parte de sua turnê The Circus Starring Britney Spears na arena em 7 de março de 2009 e estabeleceu um recorde de público de 18.644 pessoas.
- O MTV Video Music Awards de 2004 e o MTV Video Music Awards de 2005 foram realizados na arena.[14][15]
- Shakira se apresentou na arena como parte de sua turnê Mangoose pela primeira vez em 2 de dezembro de 2002. 4 anos depois, ela se apresentou na arena em 15 e 16 de setembro de 2006 como parte de sua turnê Oral Fixation Tour e retornou para mais 3 shows (7, 8 e 9 de dezembro de 2006), onde as filmagens do DVD foram filmadas. Com 5 shows juntos, isso faz com que a cantora colombiana obtenha os shows mais esgotados da arena como artista feminina. Ela trouxe sua turnê The Sun Comes Out para a arena novamente em 27 de setembro de 2010. 8 anos depois, ela retornou à arena com a turnê El Dorado World Tour em 17 e 18 de agosto de 2018.
- A arena foi palco do show beneficente For Darfur, que foi a parada de Miami para a turnê Glow in the Dark de Kanye West, em 6 de maio de 2008.
- O elenco da série mexicana de TV, Two Faces of Love, derrotou Britney Spears, com uma multidão de 18.693 pessoas, tornando-se o maior público de shows da história da arena.
- Lady Gaga se apresentou na arena para a turnê The Monster Ball para um público esgotado de 14.695 pessoas em 13 de abril de 2011.
- Jennifer Lopez se apresentou na arena em 31 de agosto e 1 de setembro de 2012, para duas multidões esgotadas como parte de sua turnê Dance Again World Tour. Ela também se apresentou nos dias 25, 26 e 27 de julho de 2019 para sua turnê It's My Party Tour.
- Madonna se apresentou na arena nos dias 19 e 20 de novembro de 2012 como parte da turnê The MDNA Tour. Os shows esgotados foram filmados para um DVD, intitulado MDNA World Tour.
- Miley Cyrus realizou três shows esgotados na arena, como parte de sua turnê Best of Both Worlds Tour em 31 de janeiro de 2008, Wonder World Tour em 2 de dezembro de 2009 e Bangerz Tour em 22 de março de 2014.
- A banda australiana Hillsong United gravou um cd/DVD ao vivo de 2 horas, intitulado Hillsong United: Live in Miami, que foi lançado em agosto de 2011, que foi filmado, gravado e tocado na arena diante de um público esgotado.
- O One Direction realizou um show esgotado na arena em 14 de junho de 2013, como parte de sua turnê Take Me Home Tour.
- Katy Perry realizou um show esgotado na arena como parte da turnê The Prismatic World Tour em 3 de julho de 2014. Ela retornou à arena como parte de sua turnê Witness: The Tour em 20 de dezembro de 2017.
- Adele realizou dois shows esgotados na arena como parte de sua turnê Adele Live 2016 nos dias 25 e 26 de outubro de 2016.[16]